# Seznam naselij Liško-senjske županije
Seznam naselij Liško-senjske županije.
Opomba: Naselja v ležečem tisku so opuščena.

## A
Alan - Aleksinica - 

## B
Bakovac Kosinjski - Barić Draga - Barlete - Baške Oštarije - Bilaj - Biljevine - Birovača - Bjelopolje - Boričevac - Brezik - Brezovac Dobroselski - Breštane - Brinje - Brlog - Brloška Dubrava - Brušane - Budak - Bukovac Perušićki - Bunić - Bušević - Bužim - 

## C
Caska - Cesarica - Crni Dabar - Crni Kal -

## Č
Čanak - Čojluk - Čovići - Čujića Krčevina - 

## D
Dabar - Debelo Brdo - Debelo Brdo I - Debelo Brdo II - Divoselo - Dnopolje - Dobroselo - Doljani, Donji Lapac - Doljani, Otočac - Donje Pazarište - Donji Babin Potok - Donji Kosinj - Donji Lapac - Donji Mekinjar - Donji Vaganac - Donji Štrbci - Došen Dabar - Drakulić Rijeka - Drenov Klanac - Drenovac Radučki -

## F
Frkašić - 

## G
Gajac - Gajine - Glavace - Glibodol - Gorići - Gornja Ploča - Gornje Vrhovine - Gornji Babin Potok - Gornji Kosinj - Gornji Lapac - Gornji Vaganac - Gornji Štrbci - Grabušić - Gradina Korenička - 

## H
Homoljac - Hrvatsko Polje - 

## J
Jablanac - Jagodnje - Jasikovac - Jezerane - Jezerce - Jošan - 

## K
Kalebovac - Kalinovača - Kaluđerovac - Kaniža Gospićka - Kapela Korenička - Karlobag - Kestenovac - Kik - Klada, Senj - Klanac - Klašnjica - Klenovac, Hrvaška - Komić - Kompolje Koreničko - Kompolje - Konjsko Brdo - Konjsko - Korana - Korenica - Kosa Janjačka - Kozjan - Krasno Polje - Krbava - Krbavica - Krivi Put - Križ Kamenica - Križpolje - Kruge - Kruškovac - Krš - Kukljić - Kurjak - Kustići - Kuterevo - Kućišta Cesarička - Kvarte - 

## L
Ledenik Cesarički - Letinac - Lipice - Lipovlje - Lipovo Polje - Lički Novi - Lički Osik - Lički Ribnik - Lički Čitluk - Ličko Cerje - Ličko Lešće - Ličko Petrovo Selo - Lovinac - Lukovo Šugarje - Lukovo - Lun - 

## M
Mala Plana - Malo Polje - Medak - Melinovac - Melnice - Metajna - Mezinovac - Mihaljevac - Mišljenovac - Mlakva - Mogorić - Mrzli Dol - Mutilić - Mušaluk - 

## N
Nebljusi - Novalja - Novo Selo Koreničko - Novoselo Bilajsko - Novoselo Trnovačko - 

## O
Ondić - Oraovac - Oravac - Ostrivica - Oteš - Otočac - 

## P
Pavlovac Vrebački - Perušić - Pećane - Plitvica Selo - Plitvička Jezera - Plitvički Ljeskovac - Podastrana - Podbilo - Podlapača - Podoštra - Podum - Poljanak - Poljice - Ponori - Popovača Pazariška - Potočnica - Počitelj - Prijeboj - Prizna - Prokike - Prozor - Prvan Selo - 

## R
Raduč - Ramljani - Rapain Klanac - Rastoka - Rastovača - Rebić - Rešetar - Rizvanuša - Ričice - Rudanovac - Rudopolje - 

## S
Selo Sveti Marko - Senj - Senjska Draga - Sertić Poljana - Sinac - Smiljan - Smiljansko Polje - Smokrić - Smoljanac - Srednja Gora - Stajnica - Staništa - Stara Novalja - Starigrad - Staro Selo - Stinica - Stolac - Studenci - Sušanj Cesarički - Sveti Juraj - Sveti Rok - Svračkovo Selo - 

## Š
Šalamunić - Šeganovac - Široka Kula - Škare - Štikada - Švica - 

## T
Tolić - Trnavac - Trnovac, Gospić - Tuk Bjelopoljski - Turjanski - 

## U
Udbina - 

## V
Vaganac - Vedašić - Velika Plana - Velike Brisnice - Veliki Žitnik - Veljun Primorski - Vidalići - Vidovac Cesarički - Visuć - Vodoteč - Volarice - Vranik - Vranovača - Vranovine - Vrataruša - Vratnik - Vrebac - Vrelo Koreničko - Vrhovine - Vrpile - Vrzići - 

## Z
Zaklopača - Zalužnica - Zavođe - Zubovići - 

## Ž
Žabica - Željava - Žuta Lokva - 